# Poecilia mexicana
Poecilia mexicana is een tropische tandkarper uit het geslacht Poecilia.

## Leefgebied
De soort komt voor van Mexico tot Guatemala. Het is een benthische vis die leeft in zoet en brak water. Zijn habitat bestaat uit warme bronnen, kanalen, sloten en poelen. Sommige populaties komen ook in grotten voor.

## Kenmerken
De vis wordt maximaal 11 cm lang, maar 4 cm is gebruikelijker. Ze zijn detrivoor.
P. mexicana is ovovivipaar. 28 dagen na de bevruchting worden tussen 30 en 80 jongen geboren. Na 7 tot 12 maanden zijn de jongen geslachtsrijp.
P. parae · 
P. boesemani · 
P. butleri · 
P. catemaconis · 
P. caucana · 
P. caudofasciata · 
P. chica · 
P. dauli · 
P. elegans · 
P. formosa · 
P. gillii · 
P. hispaniolana · 
P. koperi · 
P. kykesis · 
P. latipinna · 
P. latipunctata · 
P. marcellinoi · 
P. maylandi · 
P. mechthildae · 
P. mexicana · 
P. nicholsi · 
P. orri · 
P. petenensis · 
P. reticulata (Gup) · 
P. rositae · 
P. salvatoris · 
P. sphenops · 
P. sulphuraria · 
P. teresae · 
P. vandepolli · 
P. velifera · 
P. vivipara · 
P. wandae · 
P. wingei
1. ↑  (en) Poecilia mexicana op de IUCN Red List of Threatened Species.